# 129151 Angelaboggs
129151 Angelaboggs este o planetă minoră (asteroid) din centura de asteroizi. A fost descoperită pe 3 martie 2005 la Catalina Station⁠(d) de Catalina Sky Survey. 
Obiectul prezintă o orbită caracterizată de o semiaxă mare de 2,611464615489 UAi, o excentricitate de 0,2, o înclinație de 5,8 ° în raport cu ecliptica.